# FBXO4
FBXO4 (англ. F-box protein 4) – білок, який кодується однойменним геном, розташованим у людей на короткому плечі 5-ї хромосоми. Довжина поліпептидного ланцюга білка становить 387 амінокислот, а молекулярна маса — 44 136.
| 10         |  | 20         |  | 30         |  | 40         |  | 50         |
| ---------- |  | ---------- |  | ---------- |  | ---------- |  | ---------- |
| MAGSEPRSGT |  | NSPPPPFSDW |  | GRLEAAILSG |  | WKTFWQSVSK |  | ERVARTTSRE |
| EVDEAASTLT |  | RLPIDVQLYI |  | LSFLSPHDLC |  | QLGSTNHYWN |  | ETVRDPILWR |
| YFLLRDLPSW |  | SSVDWKSLPD |  | LEILKKPISE |  | VTDGAFFDYM |  | AVYRMCCPYT |
| RRASKSSRPM |  | YGAVTSFLHS |  | LIIQNEPRFA |  | MFGPGLEELN |  | TSLVLSLMSS |
| EELCPTAGLP |  | QRQIDGIGSG |  | VNFQLNNQHK |  | FNILILYSTT |  | RKERDRAREE |
| HTSAVNKMFS |  | RHNEGDDQQG |  | SRYSVIPQIQ |  | KVCEVVDGFI |  | YVANAEAHKR |
| HEWQDEFSHI |  | MAMTDPAFGS |  | SGRPLLVLSC |  | ISQGDVKRMP |  | CFYLAHELHL |
| NLLNHPWLVQ |  | DTEAETLTGF |  | LNGIEWILEE |  | VESKRAR    |  |            |

A: Аланін

C: Цистеїн

D: Аспарагінова кислота

E: Глутамінова кислота

F: Фенілаланін

G: Гліцин

H: Гістидин

I: Ізолейцин

K: Лізин

L: Лейцин

M: Метіонін

N: Аспарагін

P: Пролін

Q: Глутамін

R: Аргінін

S: Серин

T: Треонін

V: Валін

W: Триптофан

Кодований геном білок за функцією належить до фосфопротеїнів. 
Задіяний у таких біологічних процесах, як убіквітинування білків, альтернативний сплайсинг, поліморфізм. 
Локалізований у цитоплазмі.